# Ravdojavri (sjö i Utsjoki, Lappland, Finland lat 69,81 long 28.20)
Ravdojavri eller Raudujävri är en sjö i Finland. Den ligger i kommunen Utsjoki i landskapet Lappland, i den norra delen av landet, 1 100 km norr om huvudstaden Helsingfors. Raudujävri ligger 245,8 meter över havet. Omgivningarna runt Ravdojavri är i huvudsak ett öppet busklandskap. Arean är 37,1 hektar och strandlinjen är 3,72 kilometer lång. Sjön  ingår i Tana älvs huvudavrinningsområde. 